# Setokwa
Setokwa (Sé-Tû-kwa, =eagle village at), nekadašnje pueblo naselje Jemez Indijanaca koje se nalazilo oko dvije milje južno od puebla Jemez u Novom Meksiku, SAD